# シークレット・エージェントX
シークレット・エージェントX(Secret Agent X)は、アメリカ合衆国のA. A. Wyn社から出版されたパルプ・マガジンのタイトル、および同誌でフィーチャーされたメインキャラクターの名前である。1934年2月から1939年3月までに41号が刊行された。
本作はブラント・ハウスのハウスネーム（複数の作家が共同で用いるペンネーム）で、複数の作家によって書かれた。第一作はポール・チャドウィック(Paul Chadwick)によるもので、彼は少なくとも15編のストーリーを執筆している。また、G・T・フレミング＝ロバーツ(G. T. Fleming-Roberts)、エミール・C・テッパーマン(Emile C. Tepperman)、ウェイン・ロジャース(Wayne Rogers)らが執筆していることも明らかになっている。
物語中で、主人公シークレット・エージェントXの正体は、決して明らかにされることはない。
彼は「千の顔を持つ男(the man of a thousand faces)」として知られる変装の達人である。
彼は合衆国政府直属の潜入捜査官であり、彼のクライム･ファイターとしての活動は警察機関には知らされていない。警察からは単なるアウトローだと認識されており、彼の本当の役割は新聞記者のベティ・デール(Betty Dale)とワシントンにいる正体不明の指揮官K-9しか知らない。
シークレット・エージェントXの物語は一応、犯罪ものとジャンル分けされているが、未来的な武器やマッドサイエンティストの登場のようなSF的要素も多く含まれる。
また非常にセンセーショナルなタイトルでも知られる。例えば「破滅の使者(The Ambassador of Doom)」（1934年5月）、「髑髏の召使(Servants of the Skull)」（1934年11月）、「黄金の屍食鬼(The Golden Ghoul)」（1935年7月）、「悪魔のシンジケート(Satan’s Syndicate)」（1937年8月）、「真紅の大群(Crimson Horde)」（1938年9月）などである。
この時期、シャドー（The Shadow）やグリーン・ラーマ(Green Lama)、オペレーターNo.5(Operator No.5)などのようにシークレット・エージェントXとほぼ同様なパルプ・ヒーローが頻出している。テッパーマンやロジャーズのような作者は、シークレット・エージェントXとほぼ同じストーリーを「オペレーターNo.5」誌のために執筆している。